# Korejska burza
Korejska burza (korejski:한국거래소, engleski: Korea Exchange, skraćeno KRX) najznačajnija je burza vrijednosnih papira u Južnoj Koreji. Sjedište ima u gradu Busanu, ali svoje urede ima i u glavnom gradu države Seoulu. Na Burzi kotira oko 1.800 kompanija čija je ukupna tržišna vrijednost oko 1.1 bilijun američkih dolara. Ubraja se među 20 najvećih burzi vrijednosnih papira na svijetu.

## Povijest
Dana 3. ožujka 1956. osnovana je Daeham Stock Exchange, preteča današnje korejske burze. Dana 3. svibnja godine 1963. Burza je nacionalizirana i pretvorena u neprofitnu organizaciju, da bi 1. ožujka 1988. bila privatizirana.

## Trgovanje
Trgovanje se u potpunosti odvija elektroničkim putem. Trguje se dionicama domaćih i stranih kompanija, a osim dionica na Burzi kotiraju i obveznice te razni derivati. Burza je otvorena od 09:00 do 15:15 sati. Neradni dani su subota, nedjelja, te oni blagdani za koje je to unaprijed najavljeno.

## Indeksi
Glavni indeks Korejske burze je KRX 100, dok postoje još dvije grupe indeksa - KOSPI i KOSDAQ, od kojih svaka ima nekoliko podindeksa.